# Кедровые сосны
Кедро́вые сосны — условное наименование нескольких видов растений из секции Quinquefoliae подрода Strobus рода Сосна (Pinus), семена (кедровые орехи) которых употребляются в пищу. В русском языке за ними закрепилось название «кедры», хотя они состоят только в отдалённом родстве с настоящими кедрами. Кроме того, семена кедровых сосен в ботаническом смысле орехами не являются.
К кедровым соснам относят следующие виды, произрастающие в Евразии:
- Pinus pumila — Сосна стланиковая,
- Pinus cembra — Сосна кедровая европейская, или Сосна европейская, или Европейский кедр,
- Pinus koraiensis — Корейский кедр, или Сосна корейская, или Кедровая сосна корейская, или Кедровая сосна маньчжурская,
- Pinus sibirica — Сосна сибирская кедровая, или Сосна сибирская, или Сибирский кедр.

Кроме этих видов к подсекции Cembrae, отличительной особенностью которой являются нераскрывающиеся, опадающие целиком шишки, относится североамериканская Pinus albicaulis — Сосна белокорая, но она обычно не причисляется к кедровым. Следует также заметить, что съедобны семена всех видов сосен, однако большинство из них слишком мелки для сбора. В то же время в разных регионах мира в пищу употребляются семена многих видов сосны, среди которых Pinus pinea — Сосна пиния в южной Европе (семена используются в соусе песто), Pinus gerardiana — Сосна Джерарда в южной Азии, Pinus edulis — Сосна съедобная, или Сосна колорадская, и Pinus cembroides — Сосна мексиканская, или Сосна кедровидная в Северной Америке.

## Название
Во многих местных диалектах Сибири, Забайкалья, Алтая и Приморья за кедровыми соснами, прежде всего, за сосной сибирской, в противовес общепринятому «кедру» закрепилось значительно более корректное с точки зрения ботаники название «кедровник». Причём, употребляется это слово не в привычном общесловарном смысле, применительно к целому кедровому лесу или кедровому стланику, а устойчиво — к отдельным деревьям как источнику кедровых орехов. Со временем такое употребление термина проникло в литературный и научный язык, хотя и не стало общеупотребительным.

Лес хвойный, прегустой после отворот, совсем как тот, который изображает сцена в «Жизни за царя». На деревьях совсем наглухо ветви кедровника и пихты (главные породы), кухта; лес так част, так завален деревьями, такие сугробы снега, что я ничего подобного не видел...— Пётр Кропоткин, Дневник, 25 октября 1865 года
|                                                          |  |  |
| Слева направо: Pinus cembra, Pinus pinea, Pinus sibirica |  |  |